# Mimophaeopate assamensis
Mimophaeopate assamensis là một loài bọ cánh cứng trong họ Cerambycidae.